# Contee tradizionali della Scozia

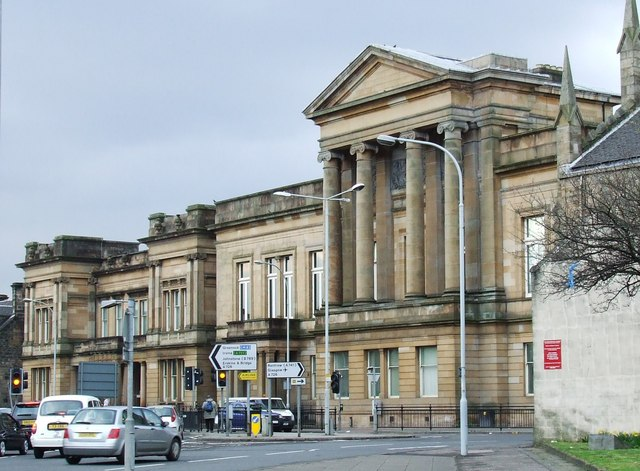
L'ex Palazzo della Contea a Paisley, sede del consiglio del Renfrewshire.

Le contee della Scozia (in lingua scots: Scots Counties, in gaelico scozzese: Siorrachdan na h-Alba) sono suddivisioni storiche della Scozia.
Ogni contea scozzese inviava un Commissario al Parlamento di Scozia; queste figure tracciano le loro origini fino ai mormaer, gli stewart e gli sceriffi dell'Alto Medioevo. Molte di queste entità, seppur condividendo il nome con una contea creata successivamente, rappresentano in realtà un'area diversa, maggiore o minore. Il caso del Mormaerdom di Moray, che include parti delle contee successive di Moray, e di Nairnshire, Banffshire e Inverness-shire, è un esempio di tale differenza.
A partire dal regno di Giacomo IV, gli sceriffati furono utilizzati per selezionare Commissari per il Parlamento di Scozia, costituendo le basi per le circoscrizioni elettorali che esistettero in maniera distinta dalle circoscrizioni di burgh fino alla Legge sulla Rappresentanza del Popolo del 1918. Prima dell'Unione del 1707, i commissari potevano rappresentare contee multiple, e, occasionalmente, parti di contea. Dopo l'Unione furono lasciate otto contee, che eleggevano un membro (ad elezioni alterne) alla Camera dei Comuni del Regno Unito. Alcuni sceriffati, tra cui Ross e Cromartyshire, furono unite durante il XVIII secolo. In conseguenza della Riforma del 1832, il sistema di accoppiamento alle elezioni terminò, e Elginshire e Nairnshire furono unite in un'unica circoscrizione, come anche Ross e Cromartyshire, oltre a Clackmannanshire e Kinross-shire. Bute e Caithness, in precedenza accoppiate, divennero circoscrizioni separate.
La Scozia ha ancora circoscrizioni di contea al Parlamento del Regno Unito (Westminster), e lo stesso termine viene utilizzato in relazione alle circoscrizioni del Parlamento scozzese (Holyrood) creato nel 1999.
Storicamente, le circoscrizioni di contea non rappresentavano specifiche contee (eccetto i burgh parlamentari all'interno delle contee). Oggi, tuttavia, la parola contea in circoscrizione di contea significa principalmente "rurale". In maniera del tutto analoga, le circoscrizioni di burgh sono principalmente riferite ad aree urbane.

## Origine

### Sceriffati o contee
Sembra che Malcolm III (che regnò dal 1058 al 1093) abbia introdotto gli sceriffi come ufficiali di polizia per sostituire le strutture feudali di governo dei celti durante il periodo dei normanne.
L'istituzione proseguì con Edgar (che regnò dal 1097 al 1107), con Alessandro I (che regnò dal 1107 al 1124) e in particolare con Davide I, che regnò dal 1124 al 1153. Davide completò la divisione della nazione in sceriffati e la conversione dei vecchi thane.
Le aree sotto la giurisdizione degli sceriffi — conosciute come "contee" o "sceriffati" — furono anche registrate come "vice comitatas". Ad esempio Giovanni, che regnò dal 1292 al 1296, fu nominato a capo dei Vice Comitatis di Nort Argail, e Steward fu nominato a capo dei Vice-Comitatis delle terre.
Stayhar (Stair) fu nel "Vicecomitatus de Air" (Contea di Ayr / Ayrshire). Nel Registro del Gran Sigillo di Scozia, AD1306-1424 APP.1, c'è una carta n°110 per Malcolm Fleming de comitatu de Wigtoun delle terre nel "vicecomitatus" de Wigtoun; "Comitatus" significa "Contea". Fleming fu presente nell'Indice "Officiorum" come "Comes de Wigtoun" o "Conte di Wigtoun" (non Wigtownshire). Vi sono numerosi riferimenti in questo volume I del R.M.S. per il "vicecomitatu" (contea), incluso re Davide II (che regnò dal 1329 al 1371): n° 1152 Aberdeen. Banff, n° 1153 & 1154 Drumfries, n° 1155 & 1166 Lanark, n° 1158 Selkirk, 1160 & 1163 Edinburgh, n° 1164 Fife, n° 1165 Berwick, n° 1172 Dumbarton. Nessuna di queste era censita come "contea", ma come "vicecomitatu".
Le contee furono registrate come vice-contee, ed intese come divisione geografica delle isole britanniche utilizzate per scopi di registrazioni biologiche e altri dati scientifici. Furono anche chiamate vice-contee watsoniane, ed utilizzate ed elencate da Hewett Watson nel terzo volume del suo Cybele Britannica pubblicato nel 1852.
Le contee delle Highlands furono completate solamente nel regno di Carlo I, che regnò dal 1625 al 1649.

### Contee esistenti dal 1305
Nel 1305 Edoardo I d'Inghilterra, che aveva deposto Giovanni di Scozia, emise un'Ordinanza per il Governo della Scozia. Il documento elencava le 23 contee allora esistenti e nominò nuovi sceriffi oppure confermò quelli ereditari.
- Aberdeen
- Ayr (diviso nelle bailieries di Carrick, Cunninghame e Kyle)
- Banff
- Berwick (dipendente dal governatore del Berwick Castle)
- Clackmannan
- Cromarty (era stata costituita nel 1266, comprendendo solo l'area immediatamente circostante Cromarty.)
- Dunbarton
- Dumfries
- Edinburgh
- Elgin e Forres
- Fife
- Forfar
- Haddington
- Inverness
- Kincardine o "the Mearns"
- Kinross
- Lanark (comprendente quella che poi sarebbe divenuta Renfrewshire)
- Linlithgow
- Peebles
- Perth
- Roxburgh o Teviotdale (sembra essere stata creata nel periodo 1114–1133)a
- Selkirk
- Stirling
- Wigtown

a Nota: Gospatric fu citato come sceriffo in alcune carte di Davide I. La contea non era compresa nell'Ordinanza, e sembra che nel 1305 fosse parzialmente sotto la giurisdizione dello Sceriffo di Selkirk, mentre la restante parte era compresa nel corpo di polizia del costabile di Berwick. La contea fu una di quelle che si arresero a Edoardo III d'Inghilterra nel 1334.

### Contee costituite dopo il 1305
Le restanti contee furono costituite o per espansione territoriale del Regno di Scozia, o per suddivisione degli sceriffati esistenti. Molte delle nuove contee avevano confini altamente irregolari o parti distaccate, dato che erano nate unendo i vari possedimenti degli sceriffi ereditari.
- ca 1326: Argyll (o Argyle): signoria sottomessa da Alessandro II nel 1222. Le rivendicazioni norvegesi sull'area terminarono nel 1266. La prima menzione di nomina di uno sceriffo risale al 1326.[12]
- 1369: Kirkcudbright fu costituita quando le aree tra i fiumi Nith e Cree furono assegnate a Archibald Douglas, III conte di Douglas. Archibald nominò un sottoposto per l'amministrazione della regione.[13]
- ca 1388: Bute. Le isole facevano parte del distretto di Kintyre di Argyll. Uno sceriffo ereditario fu nominato nel 1388.
- 1402: Renfrew: separata dalla contea di Lanark da Roberto III.[14]
- 1503: Ross fu costituita da porzioni di Argyll con una legge del 1503. La baronìa di Tarbert fu annessa a Cromarty nel 1685, ma fu poi restituita.
- 1503: Caithness: fu separata dallo sceriffato di Inverness con una legge del 1503 durante il regno di Giacomo IV. Con questa legislazione, lo sceriffo di Caithness doveva risiedere a Dornoch e Wick, e l'area dello sceriffato doveva essere identica a quella della Diocesi di Caithness.
- 1581: le Orcadi (Orkney) furono elevate a signoria con il diritto di sceriffato. Furono annesse ai territori della Corona nel 1612, anche se il termine "signoria" continuò ad essere applicato all'area.[15]
- 1633: Sutherland fu separata da Inverness.b

b Nota: nel 1583 il Conte di Huntly, sceriffo ereditario di Inverness, assegnò al Conte di Sutherland la giurisdizione sullo sceriffato di Sutherland e Strathnaver. Questa era solamente la parte sud-orientale della futura contea, con il fiume Halladale a costituirne il confine. La contea fu formata nel 1631 dalla legge di Carlo I, che separata Sutherland da Inverness. La nuova contea comprendeva il Contado di Sutherland insieme ad Assynt e le baronie tra Ross e Caithness. Dornoch divenne il capoluogo della contea. La legge fu confermata dal Parlamento di Scozia nel 1633.

### L'Atto di Unione del 1707 e la fine dell'ereditarietà
A seguito dell'unione della Scozia con Inghilterra e Galles, il termine "contea" iniziò ad essere applicato agli sceriffati negli atti parlamentari. La macchina governativa delle contee che esisteva nel resto della Gran Bretagna non fu istituita immediatamente, e questo avvenne per il fatto che la carica di sceriffo o steward era divenuta ereditaria in alcune famiglie nella maggioranza degli sceriffati. Con l'inizio del regno di Giorgio II, 22 sceriffi erano ereditari, 3 erano nominati a vita e solo 8 mantenevano la carica secondo il gradimento del monarca. Dopo il fallimento della rivolta giacobita del 1745, il governo colse l'opportunità per revisionare il governo delle contee. La legge sulle giurisdizioni ereditabili del 1747 fece tornare il governo delle contee nelle mani della Corona, compensando i detentori delle cariche che erano per questo stati dimessi. Un'altra legge del 1747 ridusse la carica dello Sceriffo Principale a una figura cerimoniale, con un sostituto (o vice) nominato in ogni contea. Dodici delle contee minori furono unite due a due per formare sceriffati, un processo di amalgama che proseguì fino al XX secolo. Nel 1794 in ogni contea fu nominato un lord luogotenente, e nel 1797 furono istituiti reggimenti di milizie nelle contee, portando la Scozia in linea con Inghilterra, Galles ed Irlanda.

## Contee fino al 1890
| Contee tradizionali scozzesi fino al 1890 | |  |
| 1. Caithness 2. Sutherland 3. Ross-shire 4. Cromartyshire 5. Inverness-shire 6. Nairnshire 7. Morayshire 8. Banffshire 9. Aberdeenshire 10. Kincardineshire 11. Angus 12. Perthshire 13. Argyll 14. Bute 15. Ayrshire 16. Renfrewshire 17. Dunbartonshire 18. Stirlingshire | 1. Clackmannanshire 2. Kinross-shire 3. Fife 4. Lothian occidentale 5. Midlothian 6. East Lothian 7. Berwickshire 8. Roxburghshire 9. Dumfriesshire 10. Kirkcudbrightshire 11. Wigtownshire 12. Lanarkshire 13. Selkirkshire 14. Peeblesshire Non visibili: Isole Shetland Isole Orcadi |  |

Nel 1889 con il local Government Act, molte di queste contee, soprattutto le più piccole, furono accorpate a formare un'unica area amministrativa, come accadde ad esempio al Ross-shire e al Cromartyshire divenute così l'amministrazione del Ross e Cromarty.
Si può notare che la mappa mostra un grande numero di exclavi fisicamente staccate dalla contea di cui facevano parte politicamente. I confini del Cromartyshire, un esempio di particolare frammentazione, furono definiti nel 1685, anche se allora il termine "contea" non era ancora applicato allo sceriffato.

## Contee dal 1890 al 1975

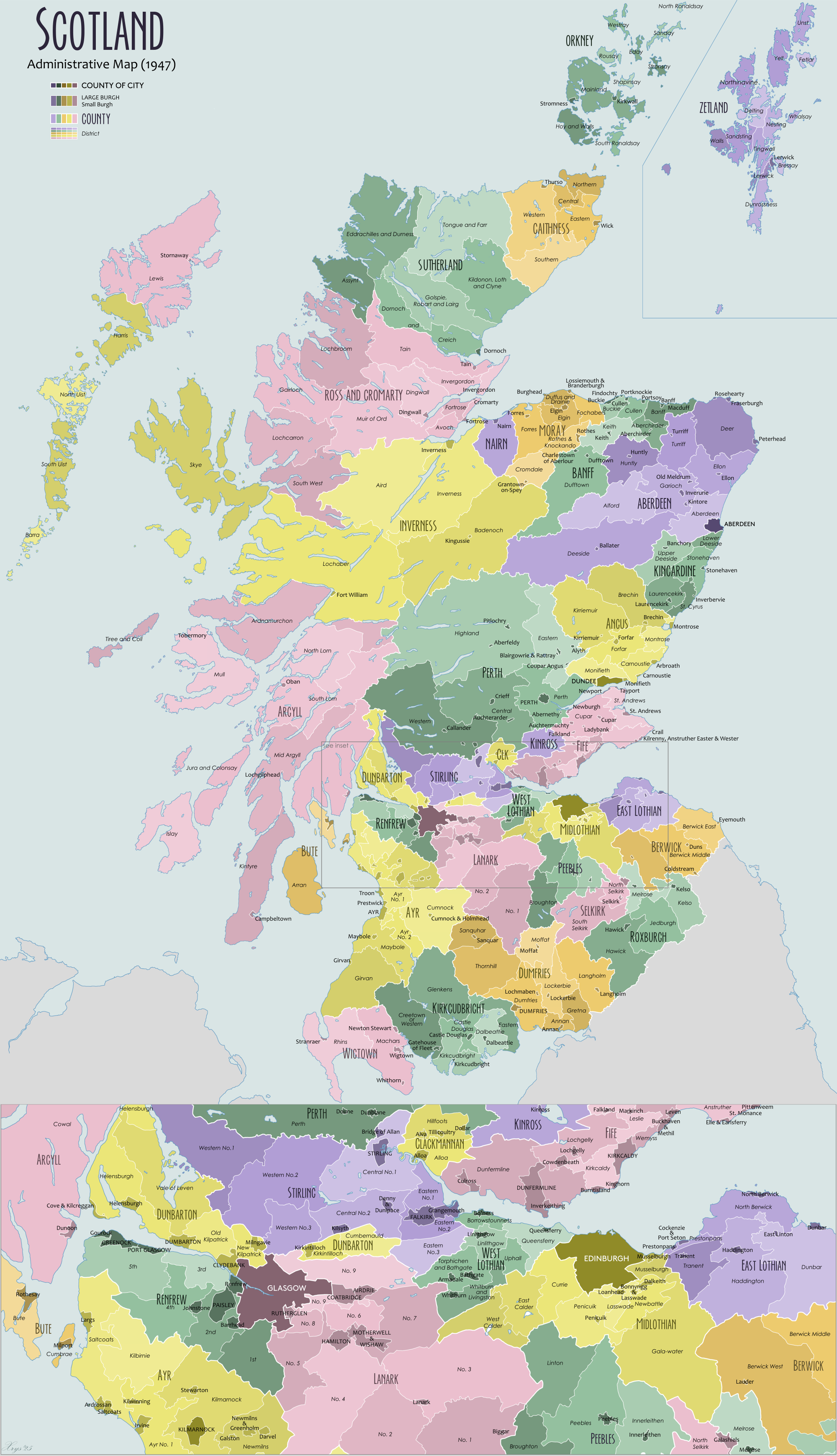

1. Caithness
2. Sutherland
3. Ross and Cromarty
4. Inverness-shire
5. Nairnshire
6. Contea di Moray
(conosciuta anche come Elginshire fino al 1918)
7. Banffshire
8. Aberdeenshire
9. Kincardineshire
10. Angus
(Forfarshire fino al 1928)
11. Perthshire
12. Argyll
13. Bute
14. Ayrshire
15. Renfrewshire
16. Dunbartonshire
17. Stirlingshire
18. Clackmannanshire
19. Kinross-shire
20. Fife
21. East Lothian
(Haddingtonshire fino al 1921)
22. Midlothian
(Contea di Edimburgo fino al 1890)
23. West Lothian
(Linlithgowshire fino al 1924)
24. Lanarkshire
25. Peeblesshire
26. Selkirkshire
27. Berwickshire
28. Roxburghshire
29. Dumfriesshire
30. Kirkcudbrightshire
31. Wigtownshire
32. Zetland
(Shetland)
33. Orcadi (Orkney)

Nomi alternativi:
- Dunsshire - Berwickshire
- Edinburghshire - Mid Lothian
- Elginshire - Morayshire
- Forfarshire - Angus
- Haddingtonshire - East Lothian
- Linlithgowshire - Lothian occidentale